# Morten Bødskov

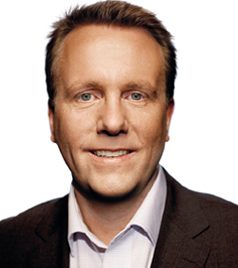
Morten Bødskov (2011)

Morten Bødskov (* 1. Mai 1970 in Karup) ist ein Politiker der dänischen Sozialdemokraten und seit dem 15. Dezember 2022 dänischer Minister für Wirtschaftsförderung und Betriebe. Zuvor war er Verteidigungs-, Steuer- und Justizminister in den Regierungen Thorning-Schmidt I und Frederiksen I.

## Leben
Der Sohn eines Lehrers und einer Altenpflegerin studierte nach dem Gymnasium von 1991 bis 1994 Sozialwissenschaften am Ålborg Universitetscenter und schloss dieses Studium mit einem Bachelor of Arts ab. Nach Beendigung des Studiums wurde er 1994 Sekretär für Internationale Verbindungen in der sozialdemokratischen Jugendorganisation DSU und war anschließend von 1996 bis 2000 ihr Vorsitzender.
Neben einem kurzzeitigen postgradualen Studium an der Universität Roskilde war er zwischen 2000 und 2001 Studentische Hilfskraft im Vorstandssekretariat der Sozialdemokraten, ehe er 2001 für einige Zeit Berater von TVropa Communication war.
Bei der Folketingswahl 2001 wurde Bødskov in das Folketing gewählt und vertrat dort zunächst bis zum 13. November 2007 den Wahlkreis Københavns Amtskreds. Während dieser Zeit wurde er zunächst 2005 rechtspolitischer Sprecher und dann 2006 Vizevorsitzender seiner Fraktion. Seit der Folketingswahl 2007 kandidiert er im Wahlkreis Københavns Omegns Storkreds und wurde finanzpolitischer Sprecher seiner Partei. Zeitweise war er auch Vorsitzender des Sonderausschusses für Nachrichtendienste.
Am 3. Oktober 2011 ernannte ihn Ministerpräsidentin Helle Thorning-Schmidt zum Justizminister der neugebildeten Regierung. Nachdem er eingeräumt hatte, den Rechtsausschuss des Parlaments belogen zu haben, erklärte Bødskov am 10. Dezember 2013 seinen Rücktritt. Er kam damit einem drohenden Misstrauensantrag der Opposition zuvor.